# Pierre Deneyer
Petrus "Pierre" Deneyer (Tollembeek, 10 januari 1944 - aldaar, 22 januari 2024) was een Belgisch politicus voor CD&V. Van september 2000 tot in juni 2018 was hij burgemeester van Galmaarden.
Op 1 april 1983 begon zijn lokale politieke carrière in zijn gemeente Galmaarden, toen hij werd verkozen als voorzitter van het OCMW. Zijn mandaat eindigde op 31 december 1988. in 1989 nam hij een schepenambt op in het college van burgemeester en schepenen wat hij ook in de legislatuur 1995-2000 deed. Hij werd op 7 september 2000 na het overlijden van zijn partijgenoot burgemeester Georges Cardoen beëdigd als burgemeester van Galmaarden. Na de gemeenteraadsverkiezingen van 2000, een maand later, werd hij terug voorgedragen als kandidaat-burgemeester, wat hij in 2006 en 2012 kon herhalen.
Naast zijn mandaten in de gemeentepolitiek is hij anno 2015 ook lid van de raden van bestuur en directiecomités van de intercommunales ILvA, HAVICREM en PBE (dat aangesloten is bij Infrax dat op zijn beurt onderdeel is van Interkabel Vlaanderen), van het politiecollege en de politieraad van de politiezone Pajottenland en van de zoneraad van de Brandweerzone Vlaams-Brabant West. De mandaten bij de intercommunales zijn bezoldigd, die bij de politiezone en hulpverleningszone niet.
In juni 2018 nam hij ontslag als burgemeester, om medische redenen en uit onvrede omdat de partij hem niet meer op de lijst wilde zetten bij de verkiezingen later dat jaar. Volgens Deneyer zelf is dat laatste te wijten aan een gerechtelijk onderzoek tegen hem.
Deneyer was getrouwd, maar zijn echtgenote overleed in 2011. Hij is vader van drie kinderen en grootvader van zeven kleinkinderen. Deneyer overleed op 22 januari 2024. 